# Distretto di Dong Luang
Il distretto di Dong Luang (in thailandese: ดงหลวง) è un distretto (amphoe) della Thailandia, situato nella provincia di Mukdahan.